# Parque regional del Sureste
El Parque Regional en torno a los ejes de los cursos bajos de los ríos Manzanares y Jarama, llamado coloquialmente Parque Regional del Sureste, es un espacio protegido de 31 552 hectáreas situado a lo largo del curso medio-bajo de los ríos Jarama y Manzanares, en el sureste (de ahí su nombre) de la Comunidad de Madrid (España).

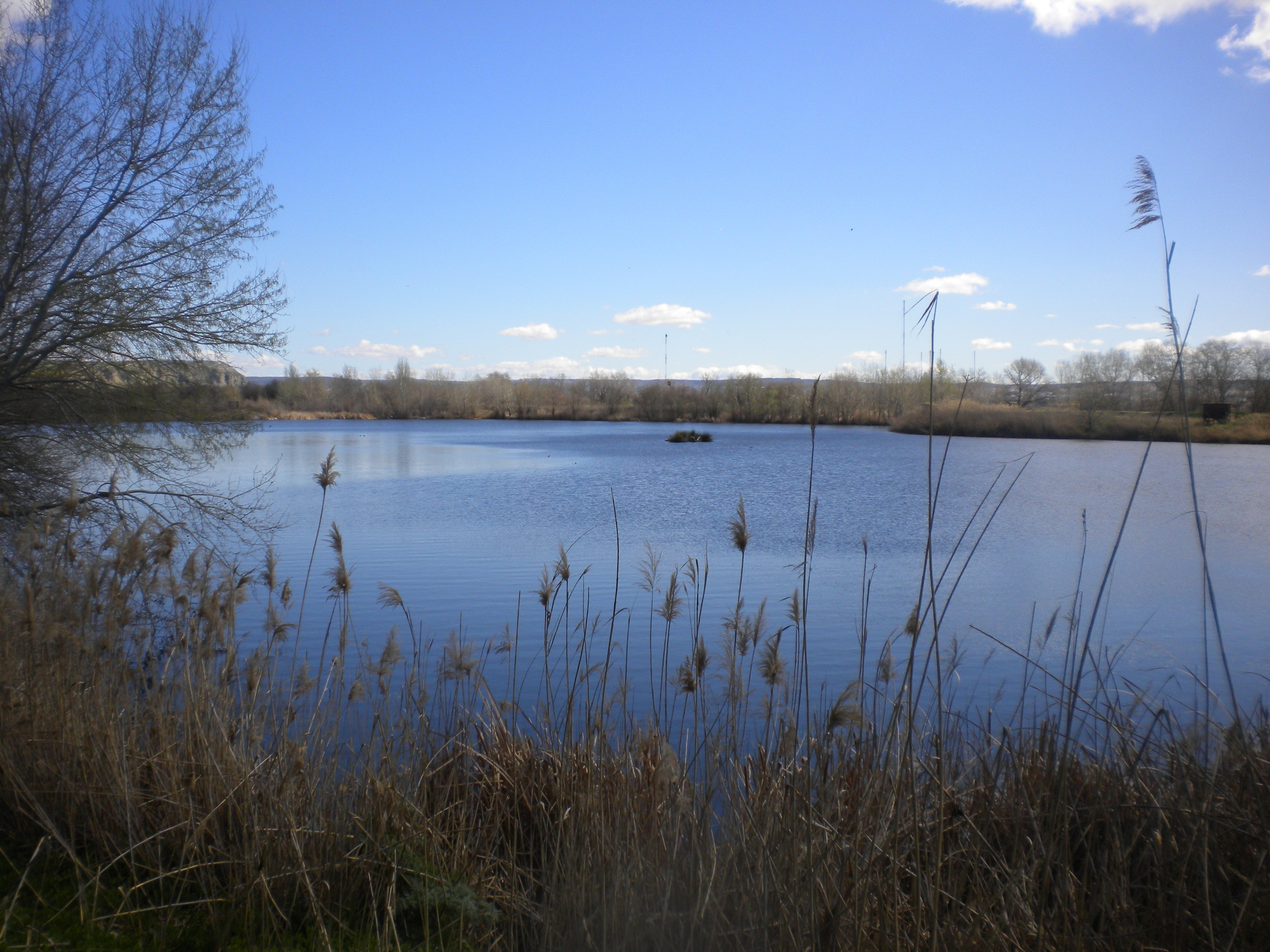
Laguna del Soto de las Juntas, en las cercanías de Rivas-Vaciamadrid.

Es un parque regional que se extiende de norte a sur a lo largo del Jarama, en donde predominan las llanuras de ribera y algunos cerros, pero la riqueza natural de este espacio reside en las fértiles llanuras cerealistas, los cortados y cantiles yesíferos de los cerros, los sotos y riberas de los ríos y en los numerosos humedales y lagunas. Uno de sus enclaves más emblemáticos son los Cerros de la Marañosa, cuya altura máxima es de 698 m. En la zona también hay yacimientos arqueológicos y paleontológicos.
Este espacio protegido está dentro de los términos municipales de Velilla de San Antonio, Ciempozuelos, Titulcia, Rivas-Vaciamadrid, San Martín de la Vega, Morata de Tajuña, Arganda del Rey, San Fernando de Henares, Pinto, Mejorada del Campo, Getafe, Valdemoro, Aranjuez, Chinchón, Torrejón de Ardoz, Coslada y Madrid.

## Historia

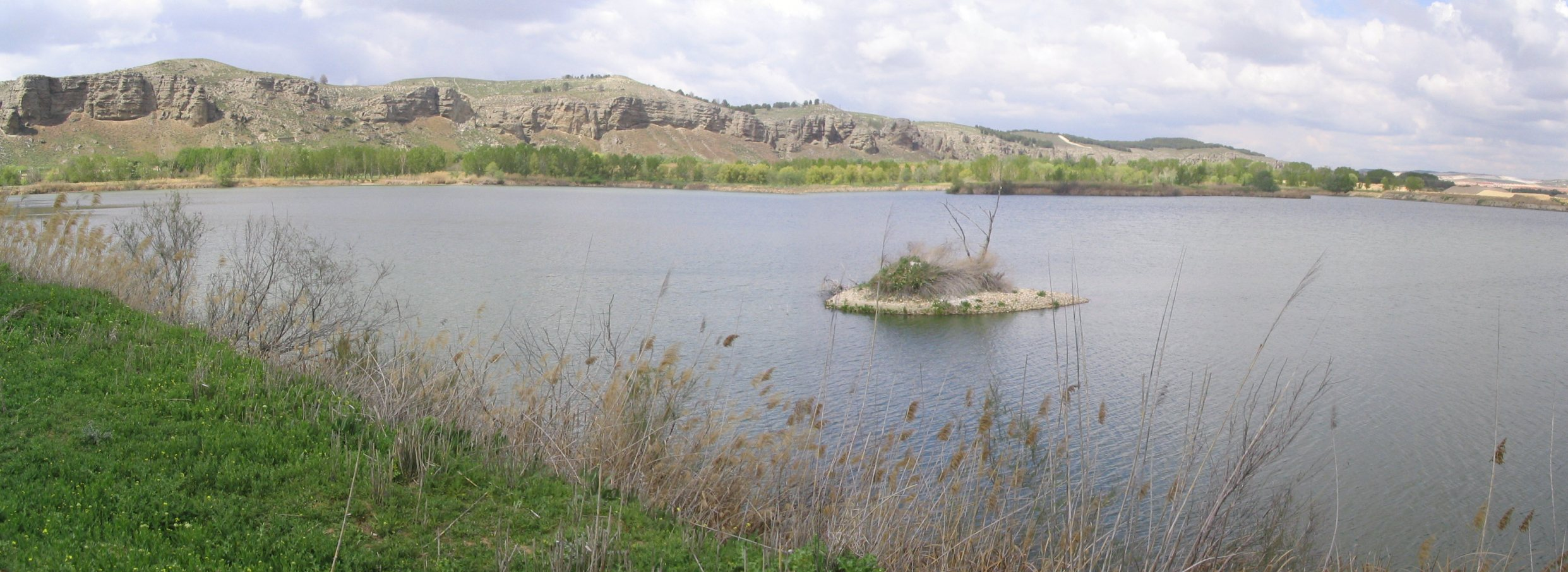
Lagunas de El Porcal y, al fondo, los cantiles de los cerros de la Marañosa. Las lagunas y los cerros son dos de los parajes más representativos del Parque Regional del Sureste.

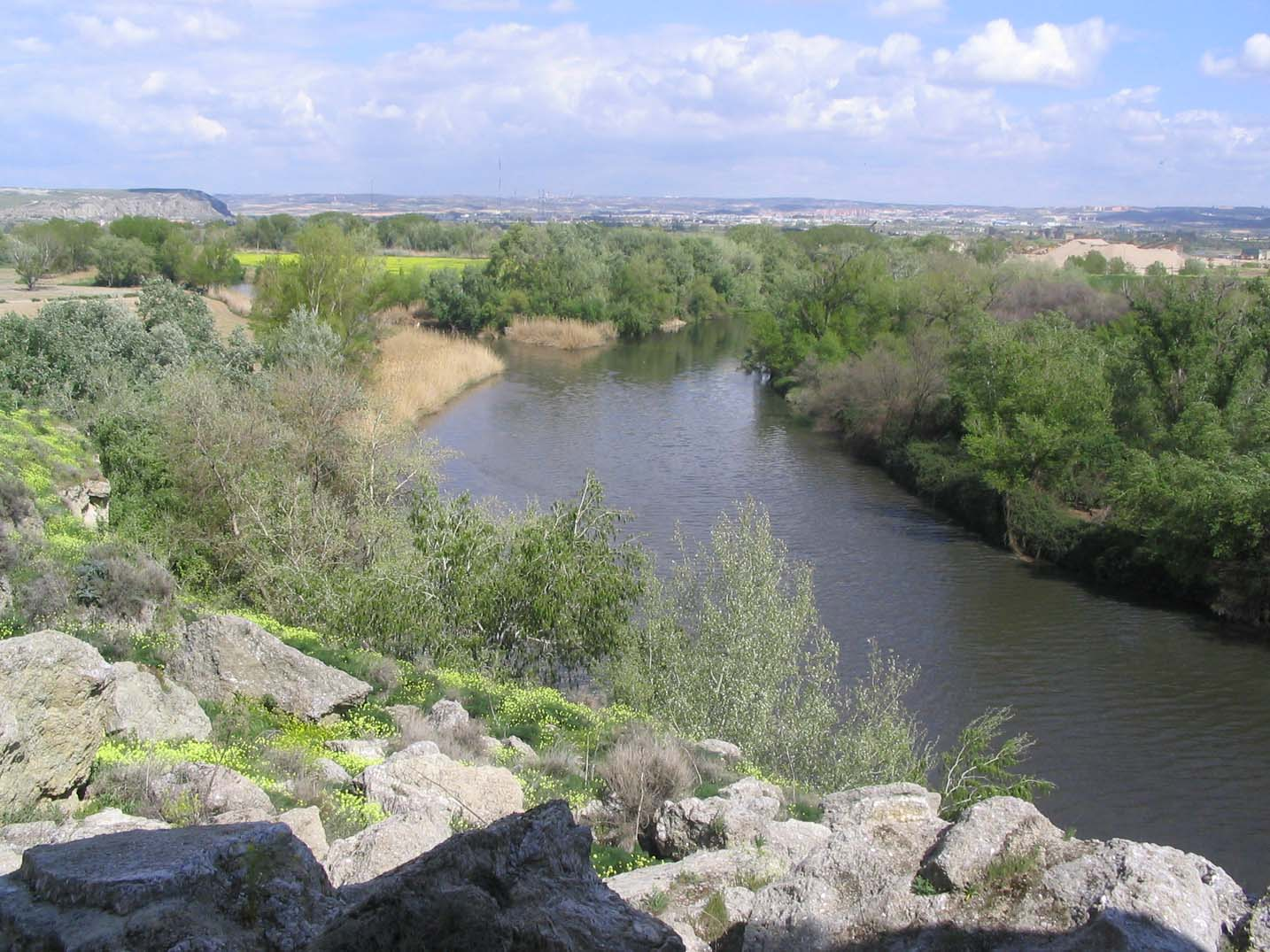
Desembocadura del río Manzanares en el Jarama, uno de los atractivos del Parque Regional del Sureste.

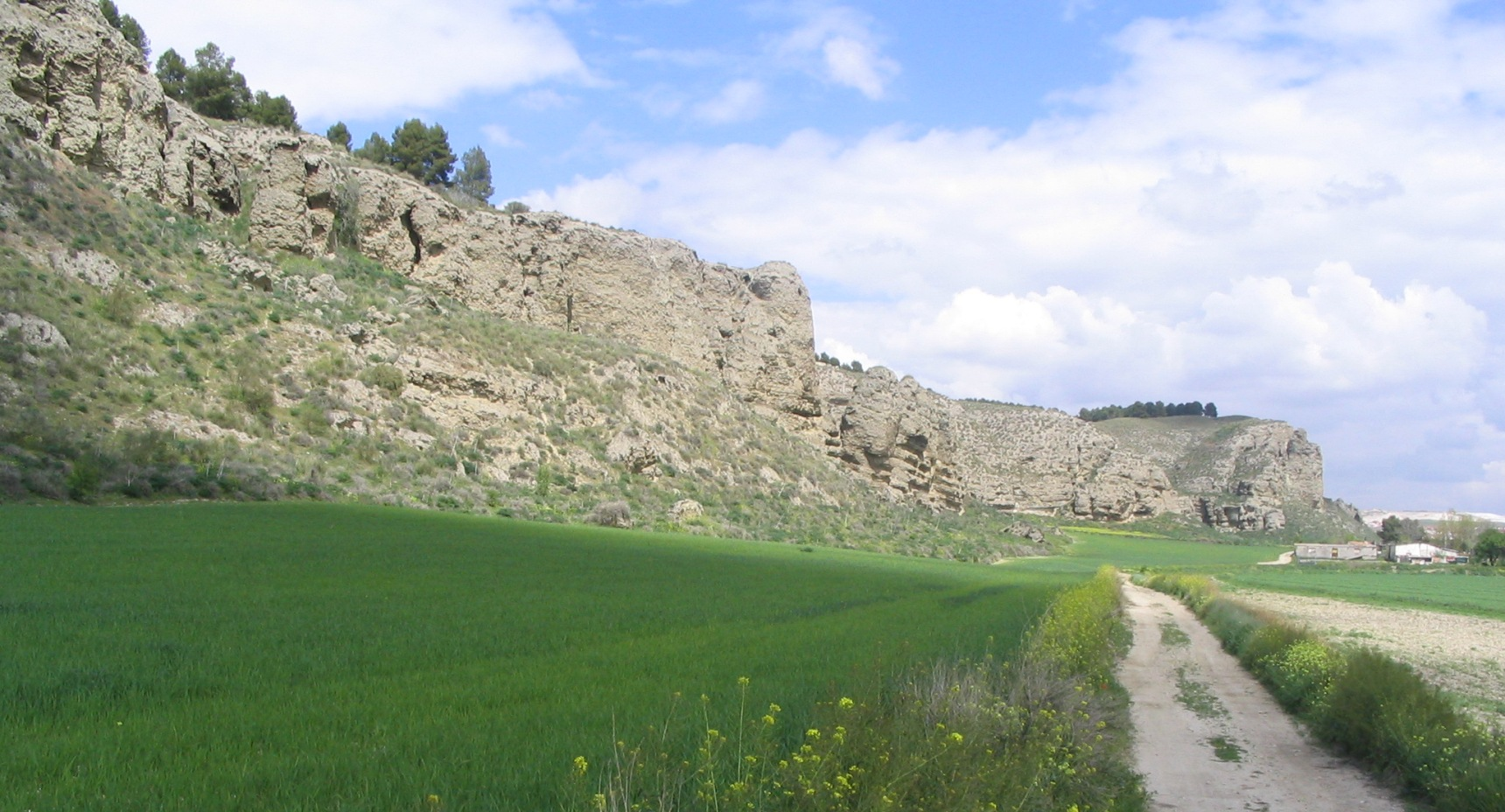
Cantiles de los cerros de la Marañosa y llanuras cerealísticas. Son dos parajes representativos del parque.

El parque regional se aprobó en 28 de junio de 1994 por la Asamblea de Madrid. Con esta decisión se daba el primer paso para aportar respaldo legal a la voluntad de recuperar y proteger la zona del Jarama.
El parque sigue en periodo de restauración (2006) en Soto de las Juntas, en una finca propiedad de la comunidad de Madrid de 82 ha en el término municipal de Rivas-Vaciamadrid que es zona degradada por la explotación en la extracción de áridos. Situada entre el río Manzanares y el río Jarama, se han realizado trabajos de restauración que han permitido recuperar el medio natural de los sotos y riberas del valle bajo del Jarama. Se restauró la cubierta vegetal plantando chopos (Populus alba) y sauces (Salix alba). La zona está protegida como reserva de fauna.

## Fauna
La fauna más característica del espacio es:
- Mamíferos: Comadreja, erizo común, gato montés, jabalí, liebre, conejo europeo, murciélago común, ratón de campo, tejón, zorro, mapache, entre otros.
- Aves: Gran variedad de aves típicas de los humedales y de la meseta castellana. Interesante la presencia de martín pescador y martinete. Hay que destacar de manera muy especial la presencia de avutarda (Otis tarda), en las estepas cerealistas que comparten los términos municipales de Pinto, Getafe y San Martín de la Vega. En estas zonas de cultivo también aparece el no menos importante sisón (Tetrax tetrax) y el alcaraván (Burhinus oedicnemus). Es muy significativa también la presencia de rapaces como el milano negro (Milvus migrans) y búho real (Bubo bubo), y otras rapaces en grave peligro de extinción como son los casos del halcón peregrino (Falco peregrinus) y del cernícalo primilla (Falco naumanni). Gran presencia de cigüeñas blancas, tanto de ejemplares que pasan todo el año en estos lares, como de individuos que están de paso preparando su migración hacía África. También se encuentran varias especies de ánades como el porrón americano (Aythya americana), ánade real o azulón (Anas platyrhynchos) y focha común (Fulica atra), entre otros.
- Reptiles y anfibios: Culebra de escalera, lagartija colirroja, tortuga de Florida, tritón jaspeado, gallipato, rana común, sapo común, sapillo moteado, entre otros.
- Peces: Barbo, black bass, cacho, carpa, gobio, lucio, perca sol, pez gato, trucha arco iris, tenca, entre otros.
- Artrópodos: Cangrejo americano.

## Flora
La flora más abundante son las especies propias del encinar manchego, los matorrales gipsícolas, los bosques de ribera y los cañizares. El Parque es un ejemplo de vegetación propiamente mediterránea, con especies esteparias que soportan muy bien la sequía y la salinidad de la tierra.
- Frondosas y matorral: quejigo, encina, álamo blanco, chopo, fresno, olmo común, tarajal, enebro, arce de Montpelier, jara pringosa y retama, entre otras.

- Pinares: Destaca especialmente el pino carrasco aunque también hay pies de pino piñonero.

- Pastizales: el esparto es la planta predominante en este ecosistema, propia de ambientes esteparios. Los lastonares de Elymus pungens y fenalares de Brachypodium phoenicoides tapizan por completo los suelos temporalmente encharcados y más salinos.

- Cultivos: Ocupan al menos la mitad de la superficie del Parque. Los regadíos, sobre todo maizales, se ubican generalmente en zonas de vega mientras que los cultivos de secano, olivares, viñedos y cereales, aparecen en los llanos del páramo.

## Lagunas
De las 123 lagunas, 11 están incluidas en la revisión del Catálogo de Embalses y Humedales de la Comunidad de Madrid, regulado por el Acuerdo de 2 de septiembre de 2004. Estas son: 
- Laguna del Soto de las Cuevas (Aranjuez)
- Lagunas de las Madres (Arganda del Rey)
- Lagunas de Ciempozuelos (Ciempozuelos)
- Lagunas de la Presa del río Henares (Mejorada del Campo)
- Laguna del Campillo (Rivas-Vaciamadrid)
- Lagunas de El Porcal (Rivas-Vaciamadrid)
- Laguna del Soto de las Juntas (Rivas-Vaciamadrid)
- Lagunas de Cerro Gordo (San Fernando de Henares)
- Lagunas de Velilla (Velilla de San Antonio)
- Lagunas del Sotillo (Velilla de San Antonio)
- Laguna del Picón de los Conejos (Velilla de San Antonio).